# Iván Ramis
Iván Ramis Barrios (ur. 25 października 1984 w Sa Pobla) – piłkarz hiszpański grający na pozycji środkowego obrońcy.

## Kariera klubowa
Karierę piłkarską Ramis rozpoczął w klubie RCD Mallorca. Po grze w juniorach trafił do drużyny seniorów w 2004 roku. 12 września 2004 zadebiutował w Primera División w wygranym 2:1 wyjazdowym spotkaniu z Getafe CF. W całym sezonie rozegrał 22 mecze, jednak latem 2005 roku został wypożyczony z Mallorki do drugoligowego Realu Valladolid. 28 sierpnia rozegrał dla Realu swoje pierwsze spotkanie, wygrane 1:0 na własnym stadionie z Realem Murcia. W Valladolidzie był podstawowym zawodnikiem, jednak po zakończeniu sezonu 2005/2006 wrócił do Mallorki. Zarówno w sezonie 2006/2007, jak i 2007/2008 pełnił rolę rezerwowego obrońcy, a w sezonie 2008/2009 walczy o miejsce w składzie z Davidem Navarro oraz Portugalczykiem Nunesem.
2 sierpnia 2012 roku podpisał trzyletni kontrakt z Wigan Athletic.
29 stycznia 2015 roku przeniósł się do Levante UD.

### Statystyki klubowe
| Sezon   | Klub            | Kraj      | Rozgrywki          | Mecze | Bramki | Puchary Krajowe                       | Mecze | Bramki | Rozgrywki Europy | Mecze | Bramki |
| ------- | --------------- | --------- | ------------------ | ----- | ------ | ------------------------------------- | ----- | ------ | ---------------- | ----- | ------ |
| 2001/02 | RCD Mallorca B  | Hiszpania | Segunda División B | 3     | 0      | -                                     | -     | -      | -                | -     | -      |
| 2002/03 | RCD Mallorca B  | Hiszpania | Segunda División B | 24    | 1      | -                                     | -     | -      | -                | -     | -      |
| 2003/04 | RCD Mallorca B  | Hiszpania | Segunda División B | 22    | 2      | -                                     | -     | -      | -                | -     | -      |
| 2003/04 | RCD Mallorca    | Hiszpania | Primera División   | 8     | 1      | -                                     | -     | -      | Puchar UEFA      | 1     | 0      |
| 2004/05 | RCD Mallorca    | Hiszpania | Primera División   | 22    | 0      | -                                     | -     | -      | -                | -     | -      |
| 2005/06 | Real Valladolid | Hiszpania | Segunda División   | 30    | 0      | -                                     | -     | -      | -                | -     | -      |
| 2006/07 | RCD Mallorca    | Hiszpania | Primera División   | 7     | 0      | Puchar Króla                          | 2     | 0      | -                | -     | -      |
| 2007/08 | RCD Mallorca    | Hiszpania | Primera División   | 14    | 3      | -                                     | -     | -      | -                | -     | -      |
| 2008/09 | RCD Mallorca    | Hiszpania | Primera División   | 19    | 0      | Puchar Króla                          | 4     | 0      | -                | -     | -      |
| 2009/10 | RCD Mallorca    | Hiszpania | Primera División   | 26    | 0      | Puchar Króla                          | 2     | 0      | -                | -     | -      |
| 2010/11 | RCD Mallorca    | Hiszpania | Primera División   | 33    | 3      | -                                     | -     | -      | -                | -     | -      |
| 2011/12 | RCD Mallorca    | Hiszpania | Primera División   | 34    | 2      | Puchar Króla                          | 4     | 0      | -                | -     | -      |
| 2012/13 | Wigan Athletic  | Anglia    | Premier League     | 16    | 2      | Puchar Ligi Angielskiej               | 3     | 0      | -                | -     | -      |
| 2013/14 | Wigan Athletic  | Anglia    | Championship       | 15    | 2      | Puchar Anglii                         | 3     | 0      | -                | -     | -      |
| 2014/15 | Wigan Athletic  | Anglia    | Championship       | 18    | 0      | Puchar Ligi Angielskiej Puchar Anglii | 1 1   | 0 0    | -                | -     | -      |
| 2014/15 | Levante UD      | Hiszpania | Primera División   | 13    | 0      | -                                     | -     | -      | -                | -     | -      |
| 2015/16 | SD Eibar        | Hiszpania | Primera División   | 23    | 0      | Puchar Króla                          | 2     | 0      | -                | -     | -      |
| 2016/17 | SD Eibar        | Hiszpania | Primera División   | 22    | 3      | -                                     | -     | -      | -                | -     | -      |
| 2017/18 | SD Eibar        | Hiszpania | Primera División   | 16    | 3      | -                                     | -     | -      | -                | -     | -      |
| 2018/19 | SD Eibar        | Hiszpania | Primera División   | 21    | 0      | Puchar Króla                          | 1     | 0      | -                | -     | -      |

Stan na: 21 maja 2019 r.

## Kariera reprezentacyjna
W 2003 roku Ramis wystąpił we 2 meczach reprezentacji Hiszpanii U-19, a w 2004 roku zagrał w spotkaniach w reprezentacji Hiszpanii U-21.